# Morač
Morač (bělorusky Морач, rusky Морочь [Moroč] nebo Копанка [Kopanka]) je řeka v Bělorusku (Minská oblast). Je 295 km dlouhá. Povodí má rozlohu 5020 km².

## Průběh toku
Pramení na Kopylském valu. Ústí zprava do řeky Severní Sluč, která je přítokem řeky Pripjať (povodí Dněpru).

## Vodní režim
Zdroj vody je smíšený s převahou sněhových srážek. Nejvyšších vodních stavů dosahuje v březnu a v dubnu. Průměrný průtok vody ve vzdálenosti 113 km od ústí činí 1,29 m³/s. V létě a na podzim může docházet k povodním v důsledku dešťových srážek. Zamrzá v prosinci a rozmrzá v březnu až na začátku dubna.

## Využití
Řeka je splavná.